# Skaptopus brychius
Skaptopus brychius is een vlokreeftensoort uit de familie van de Platyischnopidae. De wetenschappelijke naam van de soort is voor het eerst geldig gepubliceerd in 1983 door Thomas & Barnard.